# Rhapis
Rhapis is de botanische naam van een geslacht in de palmenfamilie (Palmae of Arecaceae). Het geslacht telt zo'n dozijn soorten, waarvan Rhapis excelsa en Rhapis humilis in cultuur zijn.